# Джон Грей (писател)
Джон Грей (на английски: John Gray) е американски психотерапевт, съветник по човешки взаимоотношения, лектор и писател на произведения в жанра книги за самопомощ.

## Биография и творчество
Джон Грей е роден на 28 декември 1951 г. в Хюстън, Тексас, САЩ. Родителите му са християни и запалени по йога, и като дете са го водили при индийския гуру Парамаханса Йогананда. През 1969 г. посещава лекция по трансцендентална медитация, след което започва деветгодишно сътрудничество с Махариши Махеш Йоги като монах и негов личен асистент. Получава бакалавърска и магистърска степен по трансцендентална медитация от Международения университет „Махариши“. После през 1979 г. се премества в Калифорния и започва кариерата си като семеен терапевт и съветник по лични взаимоотношения. Получава и неакредитирана докторска степен през 1982 г. от Колумбийския тихоокеански университет (вече несъществуваща институция за дистанционно обучение).
През 1984 г. е издадена първата му книга „Каквото чувстваш, можеш да излекуваш“. През 1992 г. той публикува книгата „Мъжете са от Марс, жените са от Венера“, която става в дългосрочен бестселър, над 4 години, и формира централната тема на следващите му книги и кариерни дейности. Книгата се основава на теорията му, че мъжете и жените имат различни емоционални изисквания и че неразбирането на различията води до разпадане на връзките. Тя е написана в лек стил и има богат набор от примери, анекдоти, лекарства и странни метафори и аналогии. Книгата е издадена на повече от 40 езика и в над 15 милиона копия по света.
Той разширява концепцията „Марс и Венера“ в поредица от успешни книги, включително „Марс и Венера в леглото“ (1995), „Марс и Венера на среща“ (1997), „Марс и Венера се обичат“ (1996), „Марс и Венера - новото начало“ (2008) и много други. Книгите му пораждат набор от подобни тематични продукти: видеоклипове, мотивационни семинари, франчайзи за консултации, сценично шоу на Бродуей, списание, настолна игра на Мател и краткотраен ситком (2000 – 2001). Макари и да получава критики, че работата му е малко повече от изчерпателна преработка на вековни полови стереотипи, с даването на прости съвети и примери помага за съживяването на много пропаднали връзки. Той е привърженик на здравето и оптималната мозъчна функция, той също така предоставя естествени решения за преодоляване на депресия, тревожност и стрес, за да поддържа повишена енергия, либидо, хормонален баланс и по-добър сън.
През 1997 г. започва да открива центрове за консултиране „Марс и Венера“, в които обучава терапевти в своята „техника Марс и Венера“ в замяна на еднократна лицензионна такса и месечни „плащания на роялти“. Той е и консултант редактор на списание The Family. Участва в различни телевизионни токшоута. През 2001 г. получава наградата Smart Marriages Impact. През 2002 г. получава почетна докторска степен от Държавния университет на губернаторите в Илинойс. Член е на Международната асоциация на брачните и семейни консултанти, на Американския съвет на медицинските психотерапевти и психодиагностици, и на Американска асоциация за консултиране.
Жени се за писателката Барбара Де Анджелис (също авторка на книги за самопомощ), с която се развежда през 1984 г. През 1986 г. се жени за Бони Джоузефсън, с която имат три дъщери, като двете са от първия брак на Бони. Съпругата му умира от рак през 2018 г. Джон Грей живее в Мил Вали, Калифорния.

## Произведения
- What You Feel You Can Heal (1984)[2]
- Men, Women and Relationships (1990)[3]
Марс и Венера заедно : още нещо за мъжете, жените и техните взаимоотношения, изд. „Хомо Футурус“ (2013), прев. Магдалена Ташева
- Men Are from Mars, Women Are from Venus (1992)[1][4]
Мъжете са от Марс, жените – от Венера : Психология на отношенията между мъжа и жената, изд. „Хомо Футурус“ (1994, 1997, 1998, 2003), прев. Матуша Бенатова
- What Your Mother Couldn't Tell You and Your Father Didn't Know (1994)
- Mars and Venus In Love (1994)
Марс и Венера влюбени : истински любовни истории, изд. „Хомо Футурус“ (1999, 2022), прев.
- Mars and Venus in the Bedroom (1995)
Марс и Венера в леглото : Как да запазим жива романтиката и вечна страстта, изд. „Хомо Футурус“ (1996, 1999), прев. Венцислав Божилов
- Mars and Venus Together Forever (1996)
Марс и Венера се обичат : Изкуството да съхраним любовта, изд. „Хомо Футурус“ (1998), прев. Венцислав Божилов и др.
- Mars and Venus On a Date (1997)
- Mars and Venus Starting Over (1998)
Марс и Венера – новото начало : Изкуството да намерим отново любовта след болезнена раздяла, развод или загуба на любим човек, изд. „Хомо Футурус“ (2003), прев. Магдалена Ташева
- How To Get What You Want and Want What You Have (1999)
Радостта от живота : Как да постигнеш това, което искаш и да искаш това, което вече имаш, изд. „Хомо Футурус“ (2002), прев. Магдалена Ташева
- Children Are from Heaven (1999)
- Mars and Venus: 365 Ways to Keep Passion Alive (2000) 
Мъжете все още са от Марс, жените – от Венера : книга за мъжа и жената в XXI век : 365 вдъхновяващи послания, които ще отворят сърцата ви за повече любов в новото хилядолетие, изд. „Хомо Футурус“ (2002), прев. Славянка Мундрова
- Practical Miracles for Mars and Venus (2000)
Марс и Венера – чудеса всеки ден : изкуството на любовта, успеха и доброто здраве в ХХІ век, изд. „Хомо Футурус“ (2005), прев. Васил Байчев
- Mars and Venus in the Workplace (2002)
- How To Get What You Want at Work (2002)
- Truly Mars & Venus (2003)
- The Mars & Venus Diet & Exercise Solution (2003)
Марс и Венера – хормоните на любовта : химия на здравето, щастието и любовта за мъжа и жената, изд. „Хомо Футурус“ (2005), прев. Саша Попова
- Why Mars and Venus Collide: Improving Relationships by Understanding How Men and Women Cope Differently with Stress (2007)
- Venus on fire Mars on ice (2010)
- Beyond Mars and Venus (2017)